# Селянське повстання в Англії 1381
Селянське повстання в Англії 1381 — велике повстання, що сталося за часів династії Плантагенетів в сільській місцевості Англії (особливо на півдні) та Лондоні. Відоме також як повстання Вота Тайлера або Великий підйом.

## Передумови
Після епідемії чуми 1348, відомої під назвою «Чорна смерть», чисельність населення знизилася за різними підрахунками від 25 до 60 %. Сільське господарство занепало. Нікому було засівати і збирати врожай. Ціни підвищилися вдвічі. Послідували вимоги більш високої оплати праці. Сільська громада, де сім'ї селян звикли з покоління в покоління жити на одній землі, почала розпадатися. Частина селян тікає в міста, стає найманими робітниками. Починає впроваджуватися новий тип земельного тримання: здача в оренду землі, худоби, інвентарю. Це спричинило економічну кризу і нестачу робочих рук для обробітку сільськогосподарських угідь. Оплата селянської праці різко зросла, що привело до зменшення доходів власників земель і в 1349 та 1351 роках були прийняті закони «Наказ щодо робітників» та «Положення про робітників» відповідно, які встановлювали низьку норму платні, а відмова від неї чи вимога підвищення почали каратись штрафами і тюремним ув'язненням.
Крім того виснажлива Столітня війна із Францією спустошила державну скарбницю. Ворогуючі угруповання при дворі запекло боролися за владу. У сільських районах наростало народне обурення, а в містах загострювався соціальний конфлікт. В такій обстановці на трон в 11-річному віці зійшов Річард II, новий король Англії, який перебував під сильним впливом свого стрийка Джона Гонта, герцога Ланкастеру.
Вся практична діяльність з управління країною перейшла в руки Королівського ради. Відчуваючи відчайдушну потребу в грошах — справа дійшла навіть до того, що довелося закласти коштовні камені з корони. 1379 року король за ініціативи Джона Гонта провів через свій новий парламент ідею впровадження подушного податку в 1 грот на кожного жителя країни, який досяг 14-річного віку, незалежно від статі, стану і матеріального статусу. Проте, оскільки надходження від цього нововведення з'їдалися постійно зростаючими військовими витратами або осідали в кишенях корумпованого чиновницького апарату, незабаром в 1380 році, за пропозицією Саймона Седбері, архієпископа Кентерберійського, було впроваджено новий податок в 3 грота на кожного жителя в віці 15 років і старше. Максимальним податком в 20 шилінгів обкладалися родини, в яких налічувалося понад 20 домочадців, серед них, як правило, були старі і непрацездатні, за яких, втім, теж доводилося платити. Таким чином, новий податок бив насамперед по трудових станах, і відповіддю на нього стало зростаючий опір нижчих верств суспільства.
Збирали податок на місцях так звані збирачі, що мали спеціальні повноваження від влади графств. Для кожного села чи селища складався свій список, відповідно до якого всі родини обкладалися певною сумою податку. На практиці кожен приїзд збирача в ту чи іншу село, селище, манор зазвичай призводив до масових втеч віланів. В результаті збирачам давалася занижена чисельність мешканців і в списки вносилася свідомо помилкова сума податкового збору. Так, замість 100 тис. фунтів, очікуваних архієпископом Саймоном Седбері, який на той час вже став лорд-канцлером Англії, до скарбниці надійшло не більше 22 тис. фунтів.
З огляду на такого разючого невідповідності уряд вирішив добрати відсутнє і знову спрямував збирачів по селах і містах, але на цей раз у супроводі озброєної охорони на чолі з мировими суддями. В їх обов'язки входило встановити точну чисельність мешканців, привести глав родин до клятви на Біблії і під страхом тюремного ув'язнення і інших покарань змусити заплатити всі податки.
Все це викликало заворушення, центром яких був Лондон. Тут активність цехових гільдій і братств часто створювала проблеми для влади, оскільки королівська влада спиралася на старий патриціат, якому активно протистояли молоді (нові) цехи. Невдоволення городян викликало розширення ролі королівського суду в столиці. Особливою нелюбов'ю у лондонців користувався Джон Гонт, який був прихильником релігійного реформатора Джона Вікліфа, який вважався єретиком. Своєю чергою інші предстаники вищої знаті намагалися скористатися цією ситуацією для відсторонення герцога Ланкастеру від впливу на короля. 1380 року заворушення наростали і поширилися по півночі Англії і в західних містах Шрусбері і Бриджвотері, а також виступ учнів та підмайстрів цехів Лондону. Також відбулося повстання в Йорку, в ході якого Джон де Гібсон, мер міста, був відсторонений від посади. 1381 року відбулося ще кілька повстань, пов'язаних з введенням нових податків.

## Привід
30 травня 1381 року збирач податків Томас Бамптон в супроводі кількох чиновників та невеликого загону солдатів прибув до міста Брентвуд графства Ессекс і зажадав, щоб туди з'явилися для сплати недоїмок представники сіл Фоббінг, Коррінгхем і Станфорд-ле-Хоуп. Першими Бамптон став допитувати жителів Фоббінга, чий представник Томас Бейкер заявив, що село вже заплатила податок, і ще грошей вони вносити не збираються. Коли Бамптон і два сержанта спробували заарештувати Бейкера, сталася сутичка, і почався бунт, оскільки у Брентвуд прибуло близько 100 чоловік. Зрештою камінням прогнали Бамптон з міста. Потім добирати податок був посланий верховний суддя суду королівської лави сер Роберт Белкнап, але його змусили відмовитися від цього наміру. Повсталі вирішили йти на Лондон, а на шляху підняти селян інших графств.

## Перебіг повстання
У графствах Ессекс і Кент вілани в масовому порядку залишали села, озброювалися чим попало і збиралися в бойові загони. До них приєднувалося чимало збіднілих джентрі, ремісників, незаможних лицарів і священників. Ватажок повсталих в графстві Ессекс Абель Кер з Еріта розіслав повідомлення в графства Кент, Суффолк і Норфолк з проханням про допомогу і підтримку. Повстанці нападали на монастирі, абатства і оселі найжорстокіших лордів манорів, вилучали боргові книги і зобов'язання й спалювали їх.
Невдовзі Абель Кер з загоном в 100 осіб переправився через Темзу у міста Дартфорд і вступив в контакт з ватажком іншого загону повстанців Робертом Кейвом. Між ними відбулося обговорення, результатом якого стала заява про політичні цілі і стратегії повстання, зокрема в ньому виражалася вірність королю Річарду II і висувалися звинувачення Джону Ланкастеру в прагненні узурпувати корону. Крім того, всіх мешканців прибережних районів у межах 4 миль від моря просили не приєднуватися до повсталих, а залишатися на місцях для охорони узбережжя від набігів французьких рейдерів. Уже через день в південно-східній частині Англії зібралися тисячі озброєних віланів.

Джон Болл

6 червня загін кентських повстанців напав на перший з великих опорних пунктів феодалів — замок Рочестер. Приводом стало те, що у в'язниці замку містився побіжний виллан, виданий його пану проти волі мешканців міста Грейвсенд. Замок було захоплено, а усі ув'язненні звільнені. 7 червня сильний загін повстанців, не зустрівши ніякого опору з боку містян, увійшов до міста Мейдстоун. Саме тут вперше заявили про себе лідери повстання. Так, серед звільнених в'язнів знаходився священник Джон Болл, засуджений за проповідництво в порушення заборони з боку церкви. Дуже скоро він став теоретиком і духовним батьком зростаючого повстання. У Мейдстоун керівництво всім повстанням перейшло до Вота Тайлера. Головні цілі повстання були наступними: передача фактичної влади королю, відсторонення Джона Гонта, скасування усіх податків окрім 1/15, боротьба за ці цілі до кінця.
Усі загони з Ессексу та Кенту рушили на Лондон. Сам Тайлер атакував Кентербері, яке 10 червня здалося без бою завдяки підтримці містян. Слідом за цим Тайлер закликав обрати нового архієпископа замість Саймона Седбері. Після цього з додатковим загоном кентерберійських містян в 500 осіб рушив на Лондон. Попередньому успіху повстання сприяло те, що королівські армії знаходилися в Нормандії та Португалії, а сам Джон Гонт перебував на кордоні з Шотландією.
На шляху до Лондону кентци захопили мати короля Джоанну. 12 червня близько 50-60 тис. кентських повстанців прибули до Блекхіту, височини, розташованої близько 4 миль від південного кінця Лондонського мосту, а загони повстанців з Ессекса розташувалися по інший бік Темзи у Майл-Енду, на відстані 1 милі на схід від міської стіни Лондону. Вночі було захоплено в'язниці Кінгз-Бен та Маршалсі, ув'язнені яких було звільнено. Також було спалено борделі Бенксайду, що належали Вільяму Вікему, єпископу Вінчестеру, та Вільяму Волворту (лорд-меру Лондона), палац Гамбет — власність Саймона Седбері, архієпископа Кентерберійського, пріоріат скарбничого Роберта Хейла.

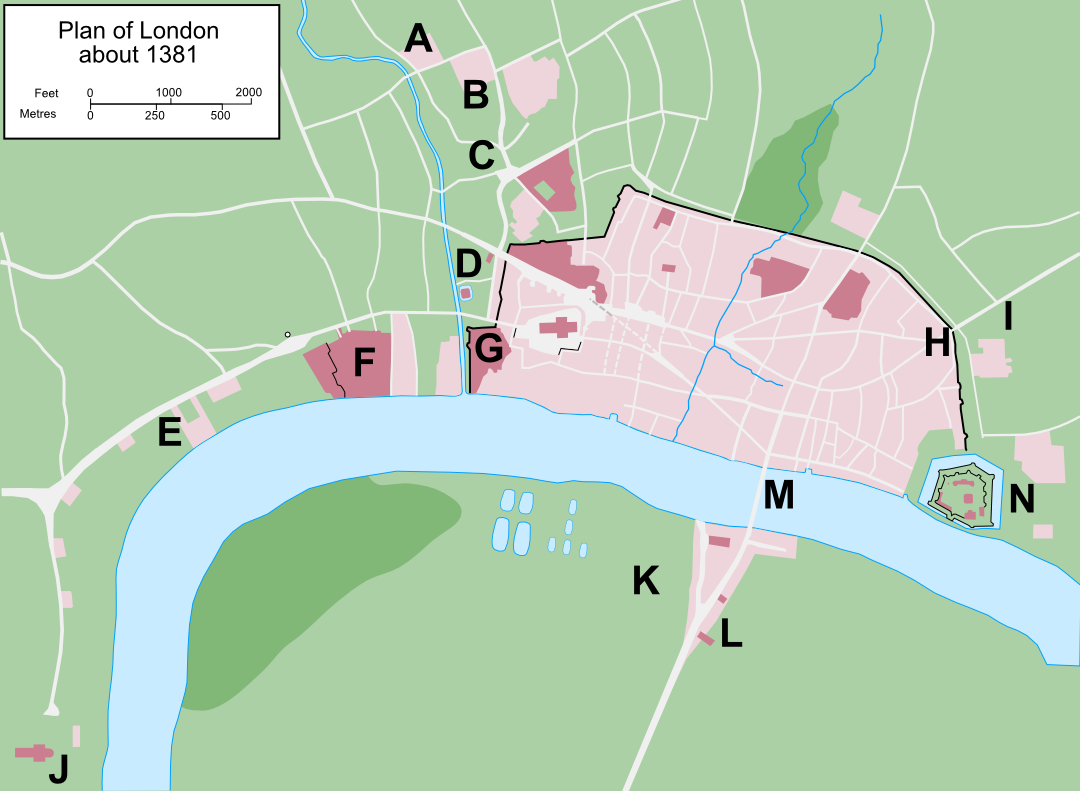
Мапа Лондону 1381 року. Позначки: A - Клеркенвелл; B - Монастир святого Іоанна; C - Смітфілд; D - Флітской і Ньюгетской в'язниці; E - Палац Савой; F - Темпл; G - Блек-Фрайрс; H - Олдгейт; I - Майл-Енд; J - Вестмінстер; K - Саутуарк; L - Тюрма Маршалсі; M - Лондонський міст; N - Лондонський Тауер

Вільям Волворт наказавши закрити всі ворота міста і підняти мости, ультимативно зажадав від повстанців припинити просування до Лондону. Проте один з його ж посланців, ольдермен Джон Горн повідомив Тайлеру, що більшість лондонців з нетерпінням чекає приходу повстанців і постарається зробити все для їх безперешкодного проникнення до міста. Наступного дня Джон Болл виклав основні завдання повстання — стратити архієпископа Кентерберійського, радників короля і суддівських, «подібно до того, як поле очищають від бур'янів», і на цій основі створити під егідою корони суспільство рівних, де всі будуть володіти рівною свободою, знатністю і владою.
Король з почтом не виявив ініціативи, зачинившись у Вестмінстерському палаці. Повсталі змусили лицара сера Джона Ньютона доставити королю послання від повсталих. Ньютон передав Тайлеру, що король готовий зустрітися з ним в своєму маєтку Роттерхіт на південному берегу Темзи. Втім перемовини ще не почавшись були зірвані Вільямом Монтегю, графом Солсбері. Повстанці у відповідь захопити Флітську та Ньюгетську в'язниці.
13 червня для завдяки олдерменам Горну, В.Тонгу і В. Сейбілу повсталі зайняли Лондон через міст брами Олдгейт. Невдовзі у Лондон увійшли повсталі з Ессексу на чолі із Джеком Строу. В Лондоні повсталих очолив Томас Фаррінгтон. Слідом за цим було оточено королівський замок Тауер. Водночас було знищено розкішний палац Савой, що належав Джону Гонту, втрати якого в результаті становили 10 тис. фунтів. В цей час до повсталих приєдналося чимало міст і манорів в графствах Східна Англія, Хертфордшір і Кембриджшир.
Лорд-мер Вільям Волворт запропонував зібрати загін у 2 тис. вояків з багатих ремісників Лондону, до яких можна було б додати тауерську залогу в 600 латників та найманців сера Роберта Нолліса. Проти цьому виступив гарф Солсбері, що запропонував тягнути час, поки шляхта графств збрее війська, а натомість пообіцяти що завгодно повсталим, але не виконувати того.
14 червня Вот Тайлер, Джон Болл і Джек Строу за присутності усіх повсталих зустрілися з королем Річардом II та його почтом на полі Майл-Енд. Тут Тайлер виступив з вимогою до короля отримати право на страту будь-якої людини, яку народ вважає зрадником держави і короля. Після цього став скасувати кріпацтво. Король жестом дав згоду на це та урочисто вручив Тайлеру прапор з королівськими вензелями, тим самим беручи його під свій захист і даючи йому право на свободу дій. Після цього повсталим стали видаватися королівські хартії про отримання особистої волі від сеньйорів.
Після цього король вирушив до королівської гардеробної у Картер-Лейна в центрі міста, а Тауер перейшов під владу короля. Невдовзі за наказом Тайлера було страчено архієпископа Седбері, скарбничого Роберта Хейла, головного митаря Джона Легетта. З ініціативи лондонців було страчено 160 фламандів-ткачів. Після цього повсталі захопили владу в багатьох містах Східної Англії, Кембриджширу, Норфолку, Суффолку, Ессексу, Лінкольну.

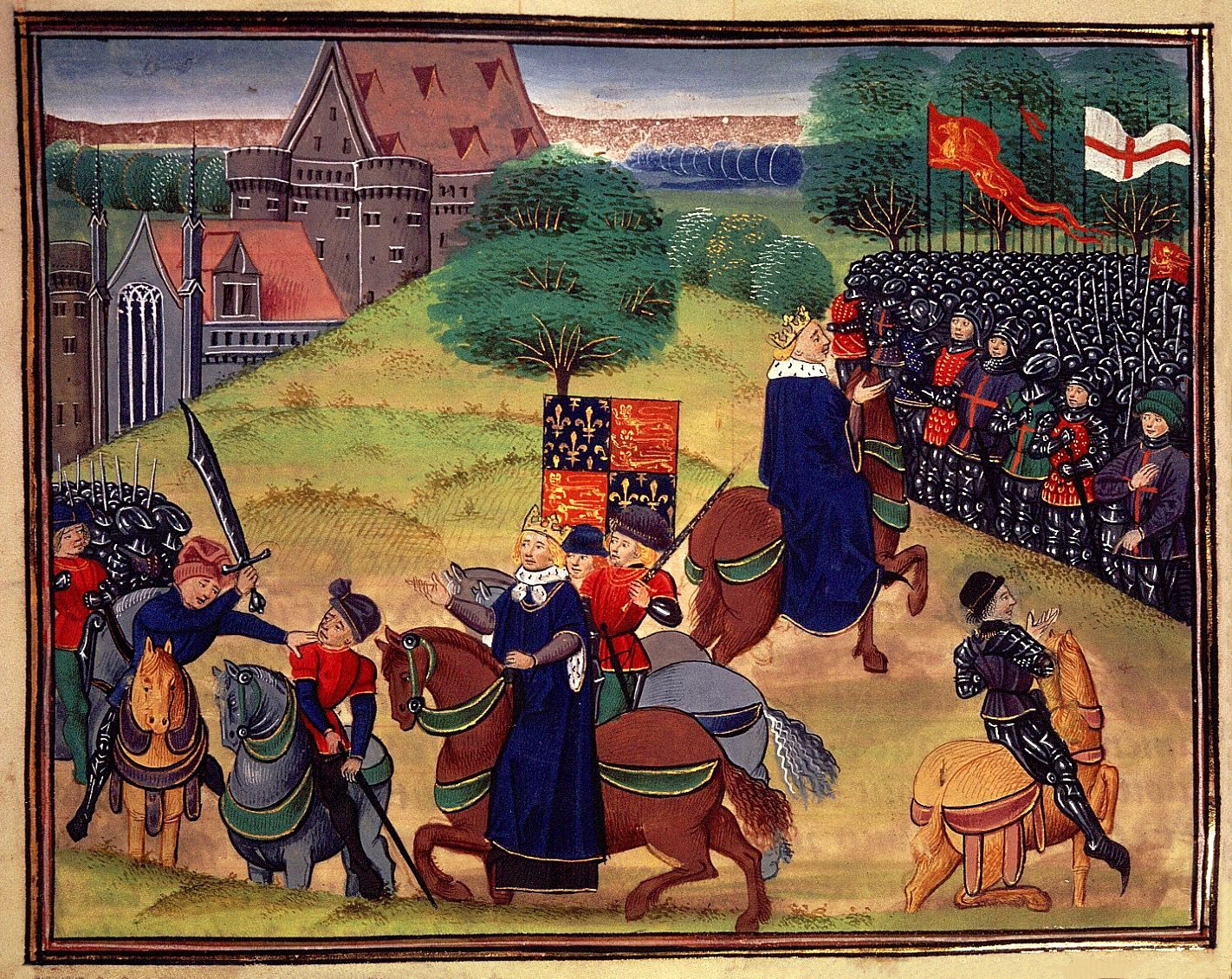
Вбивство Вота Тайлера

15 червня під час нової зустрічі очільника повстання Вота Тайлера з королем Річардом II першого було підступно поранено лорд-мером Волвортом, а потім вбито лицарями з королівського почту. Після цього Річард II оголосив, що сам буде вождем повсталих й закликав їх повернутися до себе. На зворотному шляху повсталих на полі біля монастиря Святого Іоанна зустріли загони Волворта та сера Роберта Нолліса, які змусили основні сили повстанців залишити Лондона, схопивши лише їх очільників. Було страчено Джека Строу, Алана Тредора, Джона Кербі.
Втім відомості про це ще не досягти провінцій. Тому на півночі повсталі з Лінкольнширу намагалися захопити лестер, але невдало. 17 червня почалися заворушення в Йорку та околицях, але були швидко придушені мером Сімоном де Квікслеєм. 19 червня повсталі захопили владу в Бриджвотері в графстві Сомерсет.

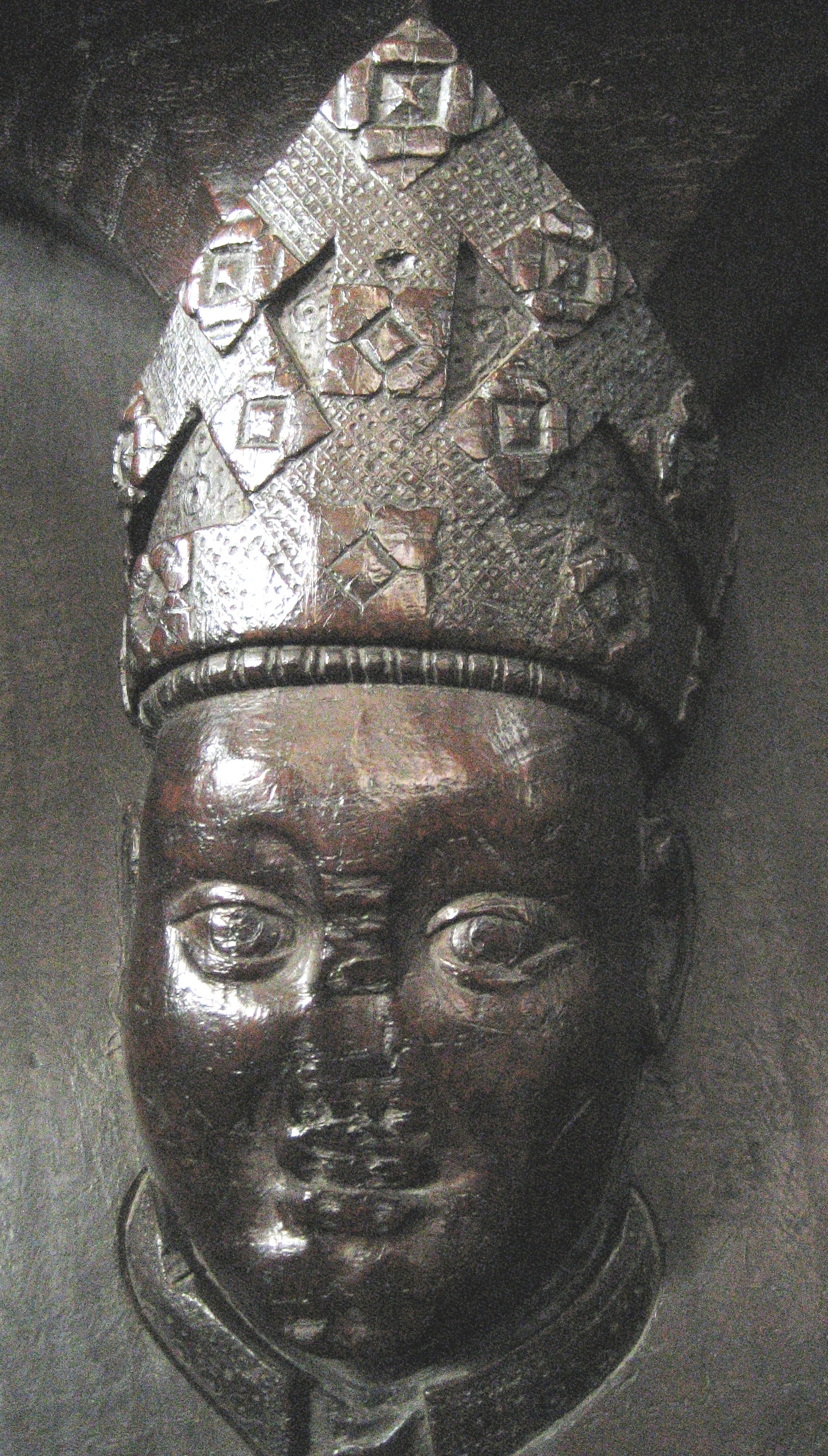
Єпископ Генріх Деспенсер

17 червня почалося придушення повстання в Кенті. 22 червня Річард II рушив на приборкання повсталих Ессексу. Протягом декілько днів повсталі були переможені. Слідом за цим вдалося приборкати повстання в інших графствах Південної Англії. 23 червня відновлено владу в містах Мейдстон і Рочестер. У Східній Англії придушенням повстання керував Генріх Деспенсер, єпископ Норіджу. 25 або 26 червня він у битві біля Норз-Волшемі завдав поразки повсталим на чолі із Джефрі Літсером.
Почалися виноситися численні вироки, якими керував верховний суддя Трессильян. Джона Болла було схоплено в Ковентрі, а потім 15 липня в Сент-Олбансі страчено. 2 липня король скасував всі підписані ним під тиском повстанців хартії. Втрім суди та страти тривали до травня 1382 року.

## Наслідки
У листопаді був зібраний парламент для обговорення поточних подій — винними були оголошені королівські чиновники, чиї дії були розцінені як неправомірні, а самі вони були названі занадто жадібними і властолюбними. Річард II також оголосив загальну амністію тим, хто стратив повстанців з порушенням правової процедури, всім повсталим проти влади, всім, хто мав відношення до вбивств королівських чиновників і тим, хто досі переховувався від в'язниці. З боку парламенту перестали виходити спроби введення нових подушних податків або реформування системи оподаткування Англії, рівень закріпачення почав зменшуватись за рахунок запровадження грошового викупу і до XV століття інститут кріпацтва в Англії остаточно припинив своє існування.
В самому Лондоні до влади прийшов «новий» патриціат на чолі з торговцем тканинами Джоном Нортгемптоном, оскільки частина цеху риботорговців зі «старого» патриціату була на боці повсталих. Це сприяла реформування лондонського самоуправління.

## Пам'ять
- 15 липня 2015 року в Смітфілді (Лондон) було відкрито меморіал, що вшановує пам'ять Вота Тайлера та Селянське повстання 1381 року.